# Sándor Söth
Sándor Söth est un acteur, producteur et réalisateur hongrois né le 16 février 1964 à Budapest.

## Filmographie

### Acteur
- 1982 : Le Temps suspendu : Pierre
- 1985 : A tanítványok : Inas III
- 1987 : Moziklip
- 1988 : Eldorádó
- 1991 : Melodráma
- 2004 : Motus et bouche cousue!
- 2006 : La grande croisade

### Coproducteur
- 2003 : The Tulse Luper Suitcases, Part 1: The Moab Story
- 2003 : The Tulse Luper Suitcases: Antwerp
- 2004 : The Tulse Luper Suitcases, Part 2: Vaux to the Sea
- 2004 : The Tulse Luper Suitcases, Part 3: From Sark to the Finish
- 2005 : A Life in Suitcases
- 2006 : La grande croisade
- 2007 : Tejút
- 2008 : Bahrtalo!

### Producteur
- 1987 : A szárnyas ügynök
- 1997 : La sirène et le funambule
- 1998 : Drop Out - Nippelsuse schlägt zurück
- 2000 : Balra a nap nyugszik
- 2002 : A hídember
- 2004 : Ne fais pas ça!
- 2012 : The Door
- 2013 : Le grand cahier

### Réalisateur
- 1987 : A szárnyas ügynök
- 1990 : Potyautasok
- 1992 : A nagy postarablás
- 1996 : Mindennapi rémtörténet